# Pustossjolow
Pustosjolow (russisch Пустосёлов) ist ein Dorf (chutor) in Südrussland. Es gehört zur Republik Adygeja und hat 7 Einwohner (Stand 2019). Im Ort gibt es 4 Straßen.

## Geographie
Das Dorf liegt 16 km östlich des Dorfes Krasnogwardeiskoje am linken Ufer des Flusses Laba. Nekrassowskaja ist die nächstgelegene ländliche Ortschaft.